# Simon Wiesenthal
Simon Wiesenthal, född 31 december 1908 i Buczacz i dåvarande Österrike-Ungern, död 20 september 2005 i Wien i Österrike, var en av de mest kända överlevarna från Förintelsen. Han ägnade sitt liv åt att lokalisera nazistiska krigsförbrytare för att ställa dem inför rätta.

## Uppväxt

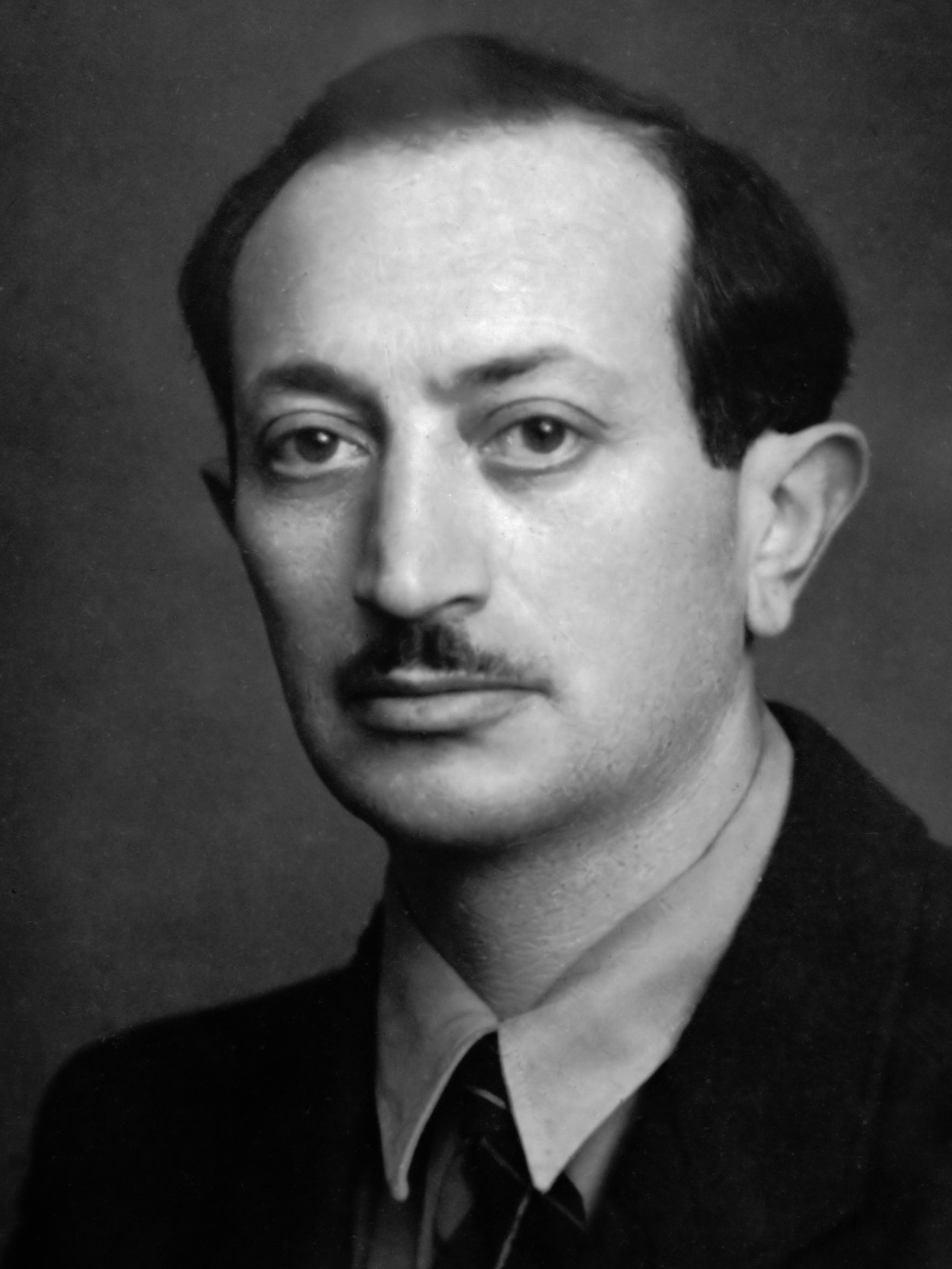
Simon Wiesenthal omkring 1940.

Simon Wiesenthal, vars far var grosshandlare, föddes i dåvarande Buczacz i Galizien i Österrike-Ungern. Han föddes runt tolvslaget på nyårsaftonen mellan 1908 och 1909. Hans familj vet inte med säkerhet om han var född 31 december 1908 eller 1 januari 1909. Wiesenthal har dock alltid använt det förstnämnda datumet. Under mellankrigstiden var Buczacz en del av Polen. Idag heter staden Butjatj och ligger i Ukraina. År 1920 överlevde han sin första pogrom i hemstaden Buczacz. En ukrainsk soldat som stred på Polens sida mot bolsjevikerna red rakt emot honom och försökte sticka ner honom med en sabel.
Han ville från början bli arkitekt, men olika regler gjorde att han som jude inte kunde studera i Polen. Därför började han studera i Prag i dåvarande Tjeckoslovakien. År 1932 tog han sin examen och bodde sedan i Lwow där han gifte sig med Cyla Müller 1936.

## Under andra världskriget
1941 ockuperades Lwow av tyska trupper och förföljelserna och deportationerna av stadens judiska befolkning började. Wiesenthal skickades som arbetsslav till en serviceverkstad för järnvägen. Han flydde men upptäcktes och skickades till koncentrationslägrena Plaszow, Gross-Rosen, Buchenwald och Mauthausen.
År 1941 räddades hans liv av en slump. Tyskarna hade börjat avrätta en och en i en grupp judar, där Wiesenthal ingick. Men plötsligt ringde det till aftonmässa och skjutandet upphörde. En tid senare kom SS och gjorde upp listor på alla som kunde tänkas vara bolsjeviker, judar eller både och. Han lyckades rymma, men åkte fast och blev skyltmålare vid tyskarnas lokverkstäder. Den 20 april 1943 var det nära att han på nytt blev skjuten. När han stod naken ovanför sandgropen som han skulle begravas i fick han istället i uppdrag att måla en affisch som skulle användas till Adolf Hitlers födelsedag.
Han lyckades senare rymma, och gömdes av partisaner, men blev arresterad. En SS-officer tänkte tortera honom, men Wiesenthal försökte begå självmord genom att skära sig med rakblad i handlederna. Han förlorade mycket blod, men räddades av en läkare. När han kvicknat till försökte han på nytt med piller, som dock visade sig vara ofarligt sackarin. Han fick tag i ett rep och skulle hänga sig, men hade inte ork nog att sparka undan stolen. Vakterna försåg honom med handbojor så att han inte kunde röra sig alls.[källa behövs]
I juli 1944 transporterade SS och Gestapo honom och andra judar till Janovskalägret. Han försökte få lägerkommendanten att skjuta honom men fick svaret: Judar kan inte välja när de skall dö. Så småningom hamnade han i koncentrationslägret i Plaszow, blev förflyttad till Auschwitz och därefter till Gross-Rosen. I ett stenbrott försökte en av vakterna krossa hans skalle, men råkade träffa tån istället, som fick amputeras. I februari 1945 kom Wiesenthal till koncentrationslägret Mauthausen. Han började där göra teckningar och listor över alla nazister han tidigare träffat på.

## Efterkrigstiden
Efter befrielsen den 5 maj 1945 lyckades Wiesenthal övertala amerikanerna om att han skulle få vara med och undersöka krigsförbrytelser. Till en början gick samarbetet bra och man lyckades få tag i flera mer eller mindre skyldiga personer. Men efter en tid sade sig Wiesenthal ha märkt att det bara var han själv som tog uppgiften på allvar. Amerikanarna påstods ha börjat rekrytera gamla nazister som angivare och agenter. Wiesenthal bestämde sig för att starta en egen organisation som kom att kallas Jewish Documentation Center. Han hade ont om pengar, men lyckades starta ett kontor i Linz. Syftet var att kartlägga och spåra upp alla som burit sig skurkaktigt åt, men målet var rättvisa, inte hämnd. Han menade att även judars och kommunisters brott skulle granskas.

### Nazistjägare
År 1961 flyttade Wiesenthal till Wien. Österrike och övriga Europa höll på att återhämta sig och många ville glömma det som varit. Han fortsatte med den uppgift han tagit på sig. Hans heta temperament gjorde att han många gånger blev osams med människor som skulle kunnat hjälpa honom. Simon Wiesenthals rykte växte samtidigt; bland annat använde författarna Frederick Forsyth och Ira Levin honom som romanfigur. Forsyth lät Wiesenthal ge huvudpersonen i The Odessa File (Täcknamn Odessa; även filmad med samma titel) information i jakten på en krigsförbrytare. Levin hade Wiesenthal som förebild för Yakov Liebermann i romanen The Boys from Brazil (Pojkarna från Brasilien; även den filmad med samma titel).
Han skall under åren ha bidragit till att ett stort antal krigsförbrytare ställts inför rätta, bland andra Klaus Barbie, Peter Menten, Hermine Braunsteiner och Karl Silberbauer. Wiesenthals roll i spårandet av Adolf Eichmann var kontroversiell. Flera israeliska agenter sade sig inte ha haft någon hjälp av Wiesenthal utan tvärtom ha fått felaktig och missvisande information från honom. Wiesenthal försökte även utan framgång spåra upp en av Eichmanns närmaste män, Alois Brunner. Wiesenthal pekade vidare ut Frank Walus, en nybliven pensionär i Chicago som en nazistisk förbrytare. Efter en utdragen rättegång befanns Walus vara oskyldig, och denne anklagade Wiesenthal för att förstört hans liv.
Wiesenthal fick utmärkelser och hedersbetygelser, bland annat Brittiska imperieorden, och han utsågs till hedersdoktor vid 18 universitet, bland annat Universität für angewandte Kunst Wien och Ben-Gurion-universitetet.
Våren 2003 meddelade Simon Wiesenthal att han 94 år gammal skulle dra sig tillbaka. Han dog hösten 2005 i Wien.

### Simon Wiesenthalcentret
Simon Wiesenthalcentret är en internationell judisk organisation grundad 1977 av rabbi Marvin Hier, med målsättningen att verka för de mänskliga rättigheterna, med särskild fokus på efterdyningarna av förintelsen. Huvudkontoret ligger i Los Angeles och det är uppkallat efter Simon Wiesenthal.

### Konflikter
Österrikes förbundskansler Bruno Kreisky hamnade i en kontrovers med Wiesenthal. När Kreisky bildade sin första regering 1970, kunde Simon Wiesenthal avslöja att fyra av de nya ministrarna hade varit medlemmar i nazistpartiet. Debatten mellan Kreisky och Wiesenthal gav upphov till en häftig ordväxling och ledde till en förtalsrättegång.